# Luca Solari
Luca Solari (Castel San Giovanni, 2 oktober 1979) is een Italiaans voormalig wielrenner.

## Belangrijkste overwinningen
2002
- Ronde van Biella
- Eindklassement Giro della Regione Friuli Venezia Giulia

2003
- 4e etappe Ster Elektrotoer

2007
- GP Pino Cerami

## Resultaten in voornaamste wedstrijden
| Jaar | Ronde van Italië | Ronde van Frankrijk | Ronde van Spanje |
| ---- | ---------------- | ------------------- | ---------------- |
| 2005 |                  |                     | opgave           |
| 2006 |                  |                     |                  |
| 2007 |                  |                     |                  |
| 2008 |                  |                     |                  |
| 2009 |                  |                     |                  |
| 2010 |                  |                     |                  |
| 2011 |                  |                     |                  |

| Jaar | Milaan-San Remo | Parijs-Roubaix | Amstel Gold Race | Ronde van Lombardije |
| ---- | --------------- | -------------- | ---------------- | -------------------- |
| 2005 |                 |                | opgave           | 13e                  |
| 2006 |                 |                |                  |                      |
| 2007 | 54e             |                |                  | opgave               |
| 2008 |                 |                |                  |                      |
| 2009 |                 |                | 107e             | opgave               |
| 2010 |                 | buit.tijd      |                  | opgave               |
| 2011 | opgave          |                |                  | opgave               |